# Stora Bergakärr
Stora Bergakärr är en sjö i Kungsbacka kommun i Halland och ingår i Viskans huvudavrinningsområde.